# Macrocypraea cervinetta
Macrocypraea cervinetta (nomeada, em inglês, Panamanian deer cowrie, little deer cowrie ou apenas deer cowrie) é uma espécie de molusco gastrópode marinho pertencente à família Cypraeidae da ordem Littorinimorpha. Foi classificada por Louis Charles Kiener, em 1844, na obra Spécies Général et Iconographie des Coquilles Vivantes. Vol. 1.; descrita como Cypraea cervinetta, no gênero Cypraea. É nativa do leste do oceano Pacífico, na costa oeste das Américas, sendo o maior Cypraeidae de sua região de ocorrência.

## Descrição da concha e hábitos
Concha cilíndrico-oval com 7.5 a 12 centímetros de comprimento, quando desenvolvida; de superfície polida e de coloração castanha com faixas ou manchas mais ou menos pálidas, arredondadas, por vezes com o centro escurecido quando são vistas de lado. Sua abertura contém dentículos e lábio externo engrossado; sendo longa e estreita, terminando em dois canais curtos (um deles, o canal sifonal).

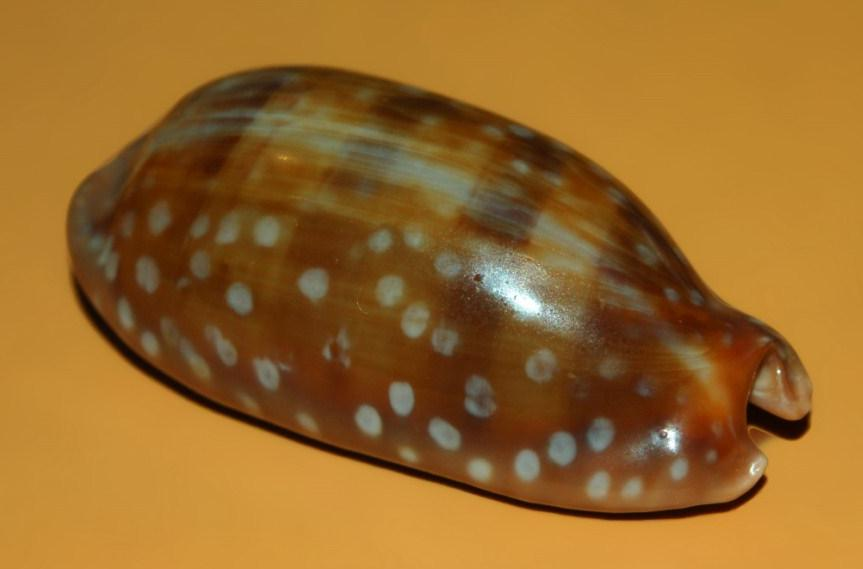
Vista superior da concha de M. cervinetta.

É encontrada em águas rasas até 25 metros de profundidade; em habitats com algas, seu alimento.

## Descrição do animal e distribuição geográfica
O animal de Macrocypraea cervinetta é de um tom cinzento acastanhado, com expansões tentaculares dotadas de pontas, espalhadas sobre sua superfície; com seu manto podendo estar totalmente estendido, escondendo completamente a sua concha, ou parcialmente recolhido.
Esta espécie ocorre no Pacífico leste, na costa oeste das Américas; distribuída pelo sul do golfo da Califórnia, começando pelas regiões de La Paz e Guaymas, até o Equador e Peru; incluindo as ilhas Galápagos.

## Subespécies
Duas subespécies são registradas para esta espécie:
- Macrocypraea cervinetta cervinetta (Kiener, 1844)
- Macrocypraea cervinetta californica Lorenz, 2017[1]

## Utilização deMacrocypraea cervinettapelo Homem
Conchas de Macrocypraea cervinetta têm sido utilizadas para o comércio de souvenirs, sendo regulamentadas para tal atividade.

## Filogenética
Esta espécie é praticamente idêntica a Macrocypraea zebra (Linnaeus, 1758), que é uma Macrocypraea residente no oceano Atlântico. Por sua semelhança, se crê na possibilidade de um ancestral comum, entre ambas, que tenha aparecido antes do Panamá surgir; separando os dois oceanos, Pacífico e Atlântico, cerca de três milhões de anos atrás. Outra espécie do Atlântico, Macrocypraea cervus (Linnaeus, 1771), possui concha mais ovalada e de maiores dimensões, quando desenvolvida.